# ヘリウム
ヘリウム （新ラテン語: helium [ˈheːliʊ̃ˑ] ヘーリウム, 英: helium [ˈhiːliəm]、独: Helium）は、原子番号2の元素である。元素記号はHe。原子量は4.00260。

## 名称
ノーマン・ロッキャーとエドワード・フランクランドが名づけた。「ヘリウム」とは、ギリシャ語で太陽（ἥλιος）を意味する。当時、太陽を構成する元素だと考えられたためである。

## 特徴
無色、無臭、無味、無毒（酸欠を除く）で周期表の中で二番目に軽い貴ガス元素である。空気よりも軽く不燃性で、すべての元素の中でもっとも沸点が低く、加圧下でしか固体にならない。ヘリウムは不活性の単原子ガスとして存在する。また、存在量は水素に次いで宇宙で2番目に多い。ヘリウムは地球の大気の0.0005 %を占め、鉱物やミネラルウォーターの中にも溶け込んでいる。天然ガスとともにごく微量に産出し、気球や小型飛行船の浮揚ガスとして用いられたり、液体ヘリウムを超伝導用の低温素材としたり、大深度へ潜る際の呼吸ガスとして用いられている。
標準状態において、ヘリウムは単原子ガスとして存在する。ヘリウムを固化するには非常に特殊な条件下に置かなければならない。元素の中で沸点がもっとも低く、標準圧力下では絶対零度近傍になっても液体のままであり、固化させるには高い圧力をかける必要がある。臨界温度は5.19 Kと非常に低い。固体ヘリウムはヘリウム3とヘリウム4で必要な圧力が異なり、圧力を調節して体積の30 %をコントロールすることができる。ヘリウムは比熱容量が非常に高く、密度の高い蒸気となり、部屋の温度が上昇すると同時に膨張する。
固体ヘリウムは1.5 K、2.5–3.5 MPa という非常に低い温度と高い圧力の下でしか存在できない。この程度の温度以上になると、相転移を起こしてしまう。これ以下の温度ではそれぞれ立方体型の分子を作っている。
ヘリウム4の2つの液体状態、ヘリウムIとヘリウムIIは、量子力学の研究（超流動現象）において重要で、物質が超伝導を帯びるような絶対零度に近い超低温で発現する。

## 用途
以下に挙げるようなさまざまな用途に使用されている。
ヘリウムガス
ヘリウムは水素の92.64 %もの浮揚力があり、燃えないため、水素よりも安全なガスとして風船などの浮揚用ガスとして利用され、広告用バルーンや天体観測用気球、軍事用偵察気球などに使用されている。また、ヘリウム中では音速が空気中よりずっと速い（純粋ヘリウム中では約1000 m/s）ため、ヘリウムを吸入してから発声すると、甲高い音色の声が出る（ドナルドダック効果）。これに着目して、いわゆるパーティグッズとしても利用される。このような市販の「変声」用ガスには、酸欠などになるのを防ぐために酸素が20 %ほど含まれているが、風船用ガスとの誤用による事故や吸い過ぎによって嘔吐や意識を失う事故がたびたび発生しており、その大半は12歳以下の子どもによるものである。ヘリウムに薬理作用はないが、酸素を混合していないガスの吸引による自殺に使用された例も報告されている。
低温工学
ヘリウムは沸点、融点ともにもっとも低い元素である。液体ヘリウムはほかの超低温物質よりも低温となり、超伝導や低温物理学など、絶対零度に近い環境での研究が必要な分野で冷媒として使用されている。また、ヘリウム3とヘリウム4を使った希釈冷凍法がある。
労働産業
ヘリウムと酸素などとの混合ガスはテクニカルダイビングなど、大深度潜水用の呼吸ガスとして用いられる。ヘリウムは窒素よりも麻酔作用が少ないため、窒素中毒などの中毒症状を起こしにくい。さらにヘリウムは粘度が低いため、高圧下でも呼吸抵抗が小さく、身体からの排泄速度が速いとされている。欠点として熱伝導率が高いため、体温調節が難しくなり低体温症になる危険があること、また空気と比較してはるかに高価であることがある。また、特定の条件下では気泡が生じやすく、いったん血管内に気泡が生じた場合は消失しにくいとの報告がある。ヘリウムと酸素の混合ガスであるヘリオックスと、ヘリウム、酸素、窒素を混合したトライミックスがある。
医療
液体に溶けやすく人体に無害と言う特性もあり、血管内で素早く膨らませたり縮めたりすることで心臓の機能を補助するIABPのバルーンに吹き込む気体として採用されている。  また、液体ヘリウムは核磁気共鳴分光法（NMR）や核磁気共鳴画像法（MRI）の測定装置で超伝導電磁石の冷却に使われている。
その他
- ガスクロマトグラフィーなどのキャリヤーガスとしても使用される。
- 液体ヘリウムはロケットの噴射口を守る冷却剤、シリコンやゲルマニウム結晶の保護材、あるいは原子炉の冷却材、超音速風洞実験での充満ガス、タンデム加速器の超伝導ブースターなどに用いられている。
- ヘリウムの同位体のひとつであるヘリウム3は核融合発電の燃料としての利用が考えられている。しかし、現在熱核融合炉で想定されている温度の領域では、三重水素（トリチウム）燃料の場合に比べて核融合反応が起こりにくいうえ、地球上で天然に採取することはほとんど不可能である。
- ヘリウムは分子が小さく、きわめて微小な孔にも浸入可能であるため（ヘリウムを詰めた風船が時間が経つと小さくしぼみ、浮力が落ちるのはこのためである）、配管のリーク（漏れ）を高精度で非破壊検査するのに用いられることがある（配管に気体のヘリウムを流してヘリウムリークディテクタで漏れを検知する）。前述の特徴のほか、化学的に安定で人畜に無害、また大気中にほとんど存在しないため誤検出の心配がないなど、この用途には理想的な物質であるとされている。しかしわずかな隙間にも侵入するため、潜水艦や減圧室などヘリウムの混合ガスを使用する状態において、防水として設計された時計などの隙間にも侵入し、圧力変化によって腕時計のガラスを吹き飛ばしてしまうことがある。このため、一部のダイバーズ・ウォッチにはヘリウム・エスケープ・バルブがついており、この機構で内部のヘリウムを自動的に外へ逃がすことができる。水素に次いで軽い気体であるため、ポンプなどを使って移動させるときに少ないエネルギーで素早く移動させることができる。
- 能美防災の民生用蓄圧式消火器には、窒素の代わりに圧力源として使われている。

## 歴史

### 発見
ヘリウム原子の存在を示す最初の証拠は、1868年8月18日に太陽の彩層部分を分光スペクトル観測した際の波長587.49 nmの黄色い輝線だった。これを発見したのは、インドのグントゥールで皆既日食を観察していたフランス人天文学者のピエール・ジャンサンだった。彼は当初、この線はナトリウムを示すと考えたが、同年10月20日にイギリス人天文学者ノーマン・ロッキャーがやはり太陽光を分析して黄線を観測し、ナトリウムのフラウンホーファー線記号D1やD2に近かったことから、D3と名づけた。

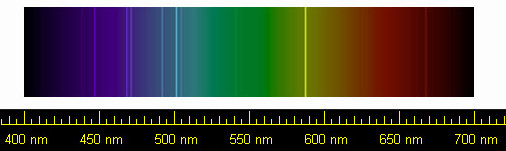
ヘリウムのスペクトル

1882年、イタリアの物理学者ルイージ・パルミエーリは、ヴェスヴィオ山の溶岩を分析していた際に、スペクトルD3線を見つけた。これが地球上で初めてヘリウムの存在を示唆する証拠となった。
1895年3月26日、イギリスの化学者ウィリアム・ラムゼーがクレーベ石（10 %以上の希土類元素を含む閃ウラン鉱）と無機酸を反応させる実験を通じてヘリウムの分離に成功し、地球上で初めて生成した。ラムゼーはアルゴンを探していたが、硫酸で発生させたガスから窒素や酸素を取り除いた残りをスペクトル分光して調べたところ、太陽光と同じD3線を発見した。そしてこれが、ロッキャーやウィリアム・クルックスが名づけた「ヘリウム」であると同定した。実はアメリカの地球科学者ウィリアム・フランシス・ヒレブランドがラムゼーに先立ち閃ウラン鉱標本の試験を行っている際に変わったスペクトルを見つけていたが、彼はこれを窒素のスペクトルと思い込んでいた。ヒレブランドはラムゼーに祝辞の手紙を送っている。
原子量を計測できる程度の量は、スウェーデンウプサラ市でペール・テオドール・クレーベとアブラハム・ラングレが抽出に成功した。
1907年（1903年との説もある）にアーネスト・ラザフォードとトーマス・ロイズは、新しく見つかったガスをガラス管に詰めてスペクトルを調べようとした際に、粒子が薄いガラス壁を通り抜けることを見つけ、アルファ粒子がヘリウムの原子核であることを突き止めた。1908年にはオランダのヘイケ・カメルリング・オネスがガスを1 K以下まで冷却し、液化に初めて成功した。彼はさらに温度を下げて固体を得ようとしたが、常圧のヘリウムは三重点を持たないため、これには失敗した。しかし、1926年に、オネスの教えを受けたウィレム・ヘンドリック・ケーソンが1 cm3のヘリウム固体化に初めて成功した。
1938年、ロシアのピョートル・カピッツァは絶対零度近くまで冷却したヘリウム4がほとんど粘性を持っていないことを発見し、これは超流動と呼ばれた。1972年には、アメリカのダグラス・D・オシェロフ、デビッド・リー、ロバート・リチャードソンによって、絶対零度に近い温度域でヘリウム3でも同じ現象が発見された。

### 産出と利用
1903年、アメリカ・カンザス州デクスターで石油掘削のボーリングが行われたところ、不燃性のガスが湧き出た。カンザス在住の地質学者エラスムス・ハワースがこれを収集し、ローレンス市のカンザス大学で化学者ハミルトン・キャディとデイヴィッド・マクファーランドの協力を得て成分解析を行った。その結果、ガスは質量比で窒素72 %、メタン15 %（酸素がなかったため燃焼しなかった）、水素1 %と、残り12 %の成分は解明できなかった。さらに解析を進めた結果、キャディとマクファーランドは、1.84 %はヘリウムであることを突き止めた。これによって、地球全体では希少であるヘリウムがアメリカのグレートプレーンズ地下に大量に存在しており、天然ガスの副産物として入手可能だということが判明した。
ただし化石燃料とは生成の経緯が異なり、長い年月をかけてウランとトリウムが放射性崩壊することによりヘリウムができる。アメリカのおもなヘリウム含有ガス田は、ほとんどがカンザス州、オクラホマ州、テキサス州西部の地域にある。
この発見によって、アメリカ合衆国は一大ヘリウム供給国となった。第一次世界大戦時、リチャード・スレルホール卿の助言を受けて、アメリカ海軍は3基の実験的な小規模ヘリウム製造設備に投資した。これは、空気よりも軽く不燃性のガスを阻塞気球に使う目的があった。これ以前、ヘリウムガスは通算で1 m3も得られていなかったが、この計画で生産されたガスは純度92 %で5700 m3にのぼり、1921年12月1日に処女航行を行った世界初のヘリウム飛行船C-7（アメリカ海軍）にも使われた。

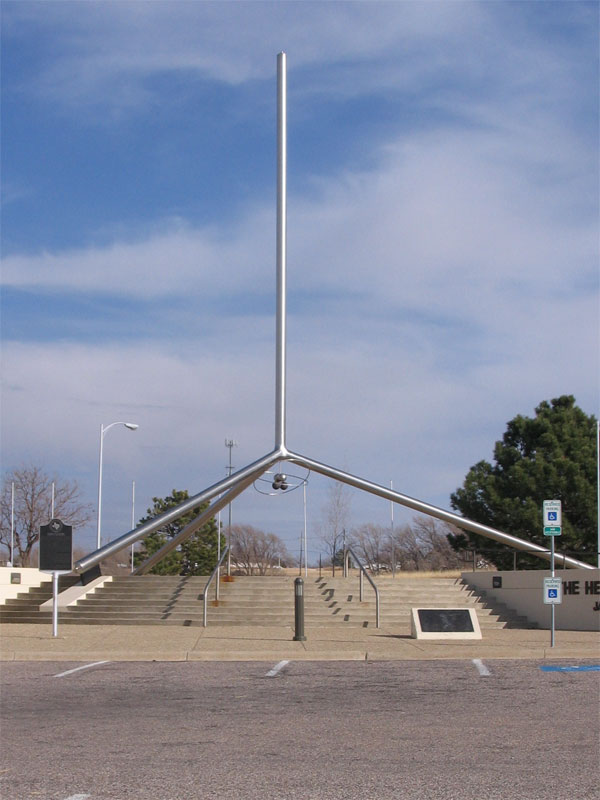
ヘリウムモニュメント。1968年、ヘリウム発見100周年を記念してテキサス州アマリロに造られた。

第一次世界大戦中、抽出方法は低温によるガスの液化法からそれほど改良されなかったが、生産は続けられた。当初は飛行船などの浮揚ガス需要が中心だったが、第二次世界大戦中にはそれに加えアーク溶接用の需要が拡大した。ヘリウム質量分析計も原子爆弾を製造するマンハッタン計画で用いられた。
1925年、テキサス州アマリロでアメリカ合衆国連邦政府は「ヘリウム国家備蓄」を開始した。これは、民間の商用や戦時の軍用目的の飛行船へ供給体制を備えることを目的とした「連邦によるヘリウムの国家戦略的備蓄」である。アメリカ軍はドイツへのヘリウム輸出を制限したが、これが水素を用いざるをえなくなったヒンデンブルク号の爆発事故の遠因となった。大戦後にヘリウム需要は縮小したが、1950年代に入ると、宇宙開発競争や冷戦を背景としたロケットエンジンの推進剤用などへ酸素や水素の冷却用として、ヘリウムの用途は広がった。1965年、アメリカのヘリウム消費量は戦時中の最大量の8倍にもなった。「ヘリウム条例1960修正条項（Public Law 86–777）」発布後、アメリカ合衆国鉱山局（USBM）は、カンザス州ブシュトン市にある複数の民間所有ガス精製工場から天然ガス中のヘリウム回収を始め、これを延長684 kmのパイプラインでテキサス州アマリロ近郊のクリフサイドにある国家備蓄基地へ集約した。これらのヘリウム-窒素混合ガスはクリフサイド周辺のガス田に再注入され、純度向上と貯蔵を両立させた。
1995年段階で、アメリカのヘリウム備蓄量は10億 m3（14億ドル相当）に達し、翌年に議会は貯蔵増の停止と、「ヘリウム民営化条例1996（Public Law 104–273）」を採決して、2005年までに備蓄ヘリウムをすべて販売することを内務省に命じた。ただし、備蓄分の売り切りは2015年と予想される。
1930年から1945年にかけて生産され、飛行船に使われたヘリウムの純度は98.3 %であった。1945年には純度99.9 %のヘリウムが溶接用に少々製造された。1949年までにヘリウムはグレードA（99.95 %）まで商用生産が実現した。

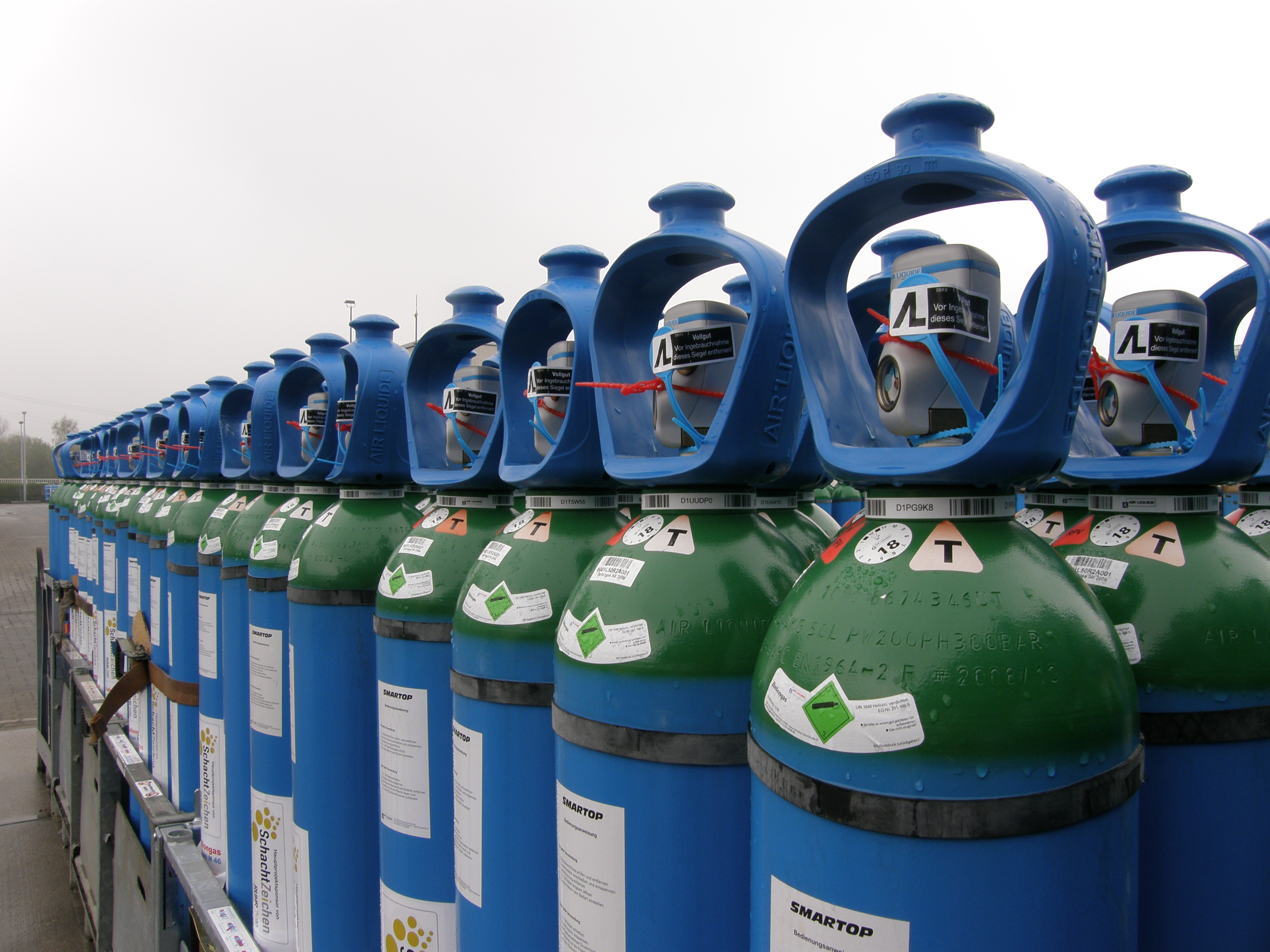
工業用ヘリウムの需要は急増している。

長い間、アメリカは全世界の商用ヘリウム生産量90 %以上を担ってきた。そのほかにはカナダ、ポーランド、ロシアなどでも生産された。1990年代中ごろ、アルジェリアのアルゼウにて、全ヨーロッパの需要量をまかなう1700万 m3の新工場が稼動を開始した。2000年までにアメリカのヘリウム総需要は年間1500万 kgまで増加したが、2004年から2006年にかけてカタールのラス・ラファンとアルジェリアのスキクダでそれぞれ新工場の建設が行われた。2007年段階で、ラス・ラファンは稼動率50 %、スキクダは未稼働の状態にある。しかし、アルジェリアはスキクダでの生産が始まれば、世界2位の供給国となる。その一方で、世界的なヘリウム需要は価格とともに上昇し、2007年の消費量は2002年比倍増となった。需給バランスの変動により、将来は深刻なヘリウム不足と価格高騰が予測される。
2012年には、世界的なヘリウム供給不足が発生した。原因は、アメリカでの設備トラブル、新興国での需要増などが考えられている。このため、東京ディズニーリゾートでは2012年11月21日からパーク内でのヘリウム風船の販売を休止した。
2013年12月、カタールのラスガスが世界最大級の年産3680万 m3の生産設備を稼動させた。
日本は全量を輸入に頼っているが、財務省の貿易統計では近年の日本の輸入量は年間2000 t前後。2012年、2013年にはアメリカの生産減で品不足となったが、これを補うためにカタールほかからの輸入が増えている。2013年は全輸入量1902 t中、米国からが1747 t（シェア91.8 %）、カタールからが121トン（6.4 %）、その他からが34トン（1.8 %）であったが、2014年に入りカタールのシェアが急増し、2022年にはカタール54％・米国41％とカタールの輸入量が上回っている。。アメリカの生産減はヘリウムをほぼ含まないシェールガスの開発が進んでいるためとされる。輸入価格の上昇はアメリカのヘリウム国家備蓄が2021年の民営化を目指し残った備蓄を払い下げた際、1社が買い占めたことで輸入が難しくなったことや、中東の政治情勢によりカタールからの輸入コストが上昇したこと、中国の需要増加などが要因とされる。
2016年 タンザニアで大規模なヘリウムガス田が発見されたと報道された。

世界全体の生産量はアメリカ（約60 %）とカタール（約30 %）でありほぼ2国で需要をまかなっているが、ロシアのガスプロムが極東での生産を計画しているほか、カタールやアルジェリアでも新工場の建設が進んでいることもあり、将来的には複数国での生産に移行すると予測されている。

国際海上での『ヘリウムガス』輸送用に、『ユニオンヘリウム』が所有している40ft型、タンクコンテナ。 ※コンテナ個々のISO 6346#構造区分コード不明。 【 兵庫県・神戸ポートアイランドにて】
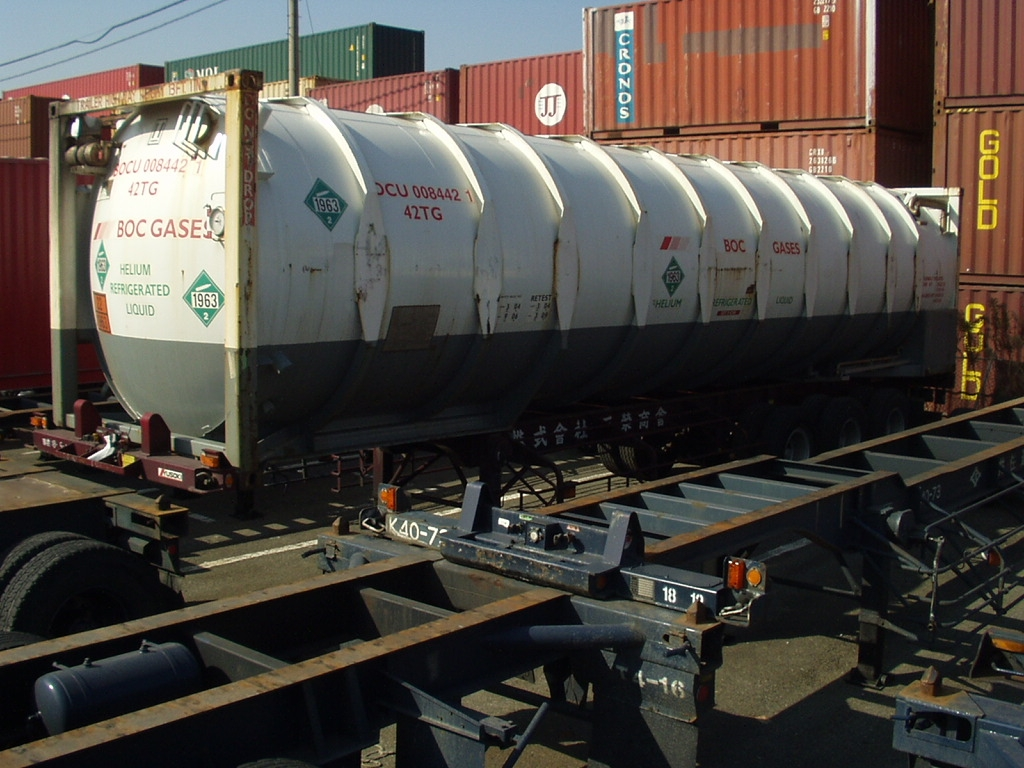
国際海上での『ヘリウム』輸送用に、アメリカ 『LINDE LLC』 が所有している40ft型、タンクコンテナ。 ※コンテナ個々の構造区分コード（42TG）使用。 【兵庫県・神戸ポート・アイランドにて】
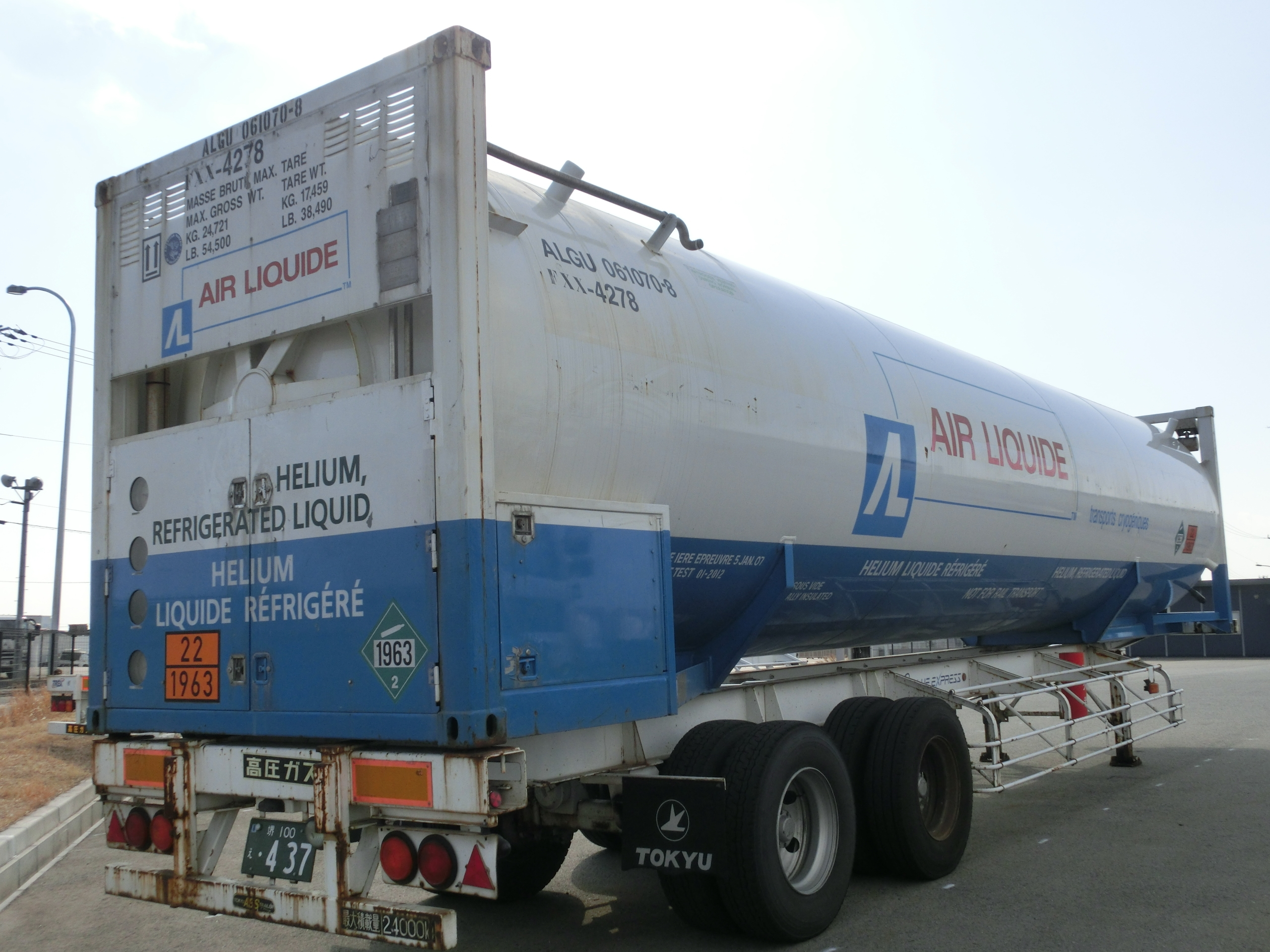
国際海上での『ヘリウムガス』輸送用に、『日本エア・リキード』が所有している40ft型、タンクコンテナ。 ※コンテナタイプコード（FXX 4278）使用。 【兵庫県・神戸ポートアイランドにて】
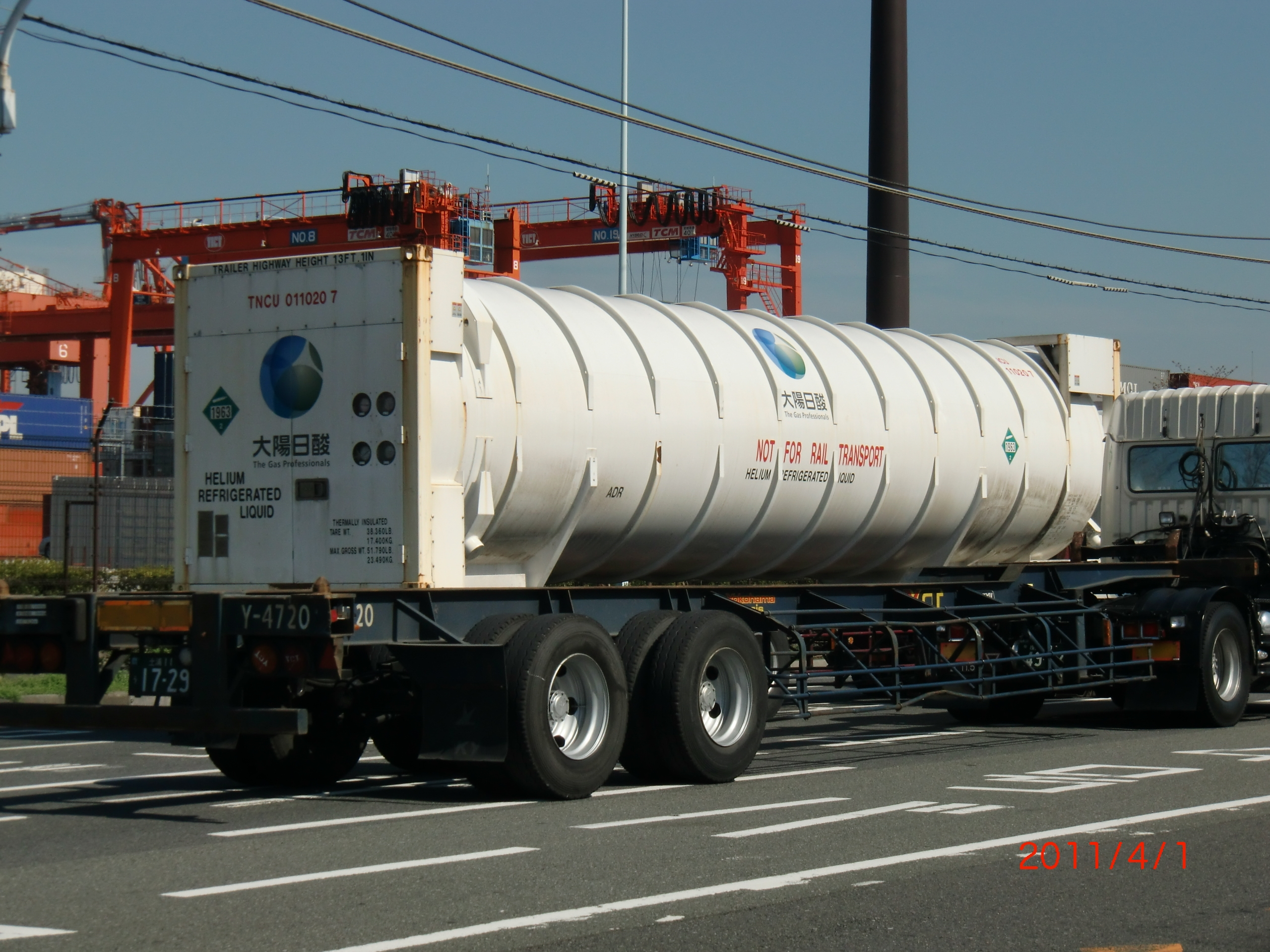
国際海上での『ヘリウムガス』輸送用に、『大陽日酸』が所有している40ft型、タンクコンテナ。 ※コンテナ個々の構造区分コード不明。 【 東京都・大井埠頭にて 】

## 同位体
天然に存在するヘリウムの同位体には、陽子2つと中性子1つからなる「ヘリウム3」と、陽子2つと中性子2つからなる「ヘリウム4」の2種類がある。ヘリウム3は、地球の大気中においてはヘリウム4に対して100万分の1の量しか存在しないため、原子炉で生成されたものが利用される。原子炉内でリチウム6に中性子を照射すると三重水素とヘリウム4ができ、この三重水素がベータ崩壊（半減期12.5年）してヘリウム3となる。
それだけではなく、人工的に作られた同位体としては、ヘリウム6、ヘリウム8、ヘリウム10などがある。
ヘリウムの同位体を用いた地球化学的な応用は大きく分けて2つある。まず、ヘリウム3をトレーサーとして用い、地球物質の循環を探ることである。もうひとつは岩石中に天然に存在する放射性同位体であるウランやトリウムのアルファ崩壊にともなって放出されるヘリウム4の蓄積量から、その岩石の生成年代を求めること（U, Th/He 放射年代測定）である。

陽子2個と中性子2個で構成されているヘリウム4の原子電子配置図。
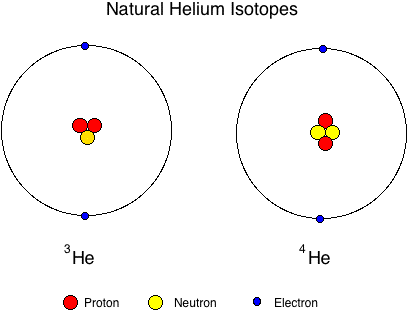
ヘリウム3とヘリウム4の原子電子配置図。
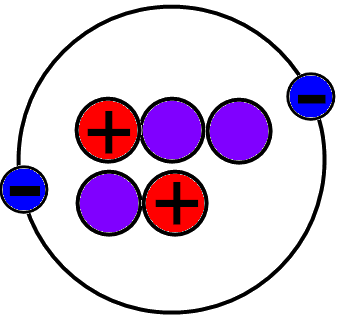
陽子2個と中性子3個で構成されているヘリウム5の原子電子配置図。

## 化合物
ヘリウムは極めて反応性に乏しく、ファンデルワールス分子や包接化合物以外の化合物はほとんど見つかっていない。例外的に2017年、超高圧下でヘリウム化二ナトリウムが存在することが国際研究チームの研究で判明した。

### 真のヘリウム化合物
- ヘリウム化二ナトリウム
- 水素化ヘリウムイオン

### ファンデルワールス分子
- ヘリウム二量体
- ヘリウム三量体
- LiHe

### 包接化合物
- He@C60

### 理論的に安定的な存在が予想された化合物
- Na2HeO
- HeBeO
- FHeO−